# تپش قلب
احساس تپش قلب به تپش غیرعادی قلب گفته می‌شود که به احساس انقباض ماهیچه‌های قلب در قفسهٔ سینه می‌انجامد. تپش قلب می‌تواند همراه با اضطراب باشد که لزوماً حاکی از وجود یک مشکل ساختاری یا عملکردی در قلب نیست؛ با این حال می‌تواند یک نشانهٔ ناشی از یک تپش نامنظم یا تند باشد. احساس تپش قلب می‌تواند پیوسته یا متناوب باشد و دارای طول مدت و فرکانس متغیری است.
علائم همراه با احساس تپش قلب عبارت‌اند از سرگیجه، تنگی نفس، عرق کردن، سردرد و درد قفسهٔ سینه.
احساس تپش قلب ممکن است با مواردی همچون بیماری‌های سرخرگ‌های کرونری قلب، پرکاری تیروئید، بیماری‌های مؤثر بر ماهیچه‌های قلب مانند کاردیومیوپاتی هیپرتروفیک، بیماری‌هایی که به پایین رفتن سطح اکسیژن خون می‌انجامند؛ همچون آسم، آمفیزم، جراحی‌های قبلی قفسهٔ سینه، مشکلات کلیه، پایین بودن سطح سروتونین مغز، کم‌خونی و درد، داروهایی مانند داروهای ضدافسردگی و کلسیم و همچنین مشکلات تغذیه‌ای مانند کمبود تائورین، آرژینین و آهن.

## نشانه‌ها
- احساس تپش قلب با درد قفسهٔ سینه حاکی از مشکلات عروق کرونری است. چنانچه درد سینه پس از خم شدن به جلو تسکین یافت می‌تواند مؤید التهاب پریکارد باشد.[نیازمند منبع]
- احساس تپش قلب با سرگیجهٔ خفیف و جزئی، غش کردن یا حالت نزدیک به غش، می‌تواند حاکی از فشار خون پایین و همچنین ریتم و آهنگ (نرخ تپش) غیرعادی و خطرناک قلب باشد.
- احساس تپش قلب همراه با تقلای فیزیکی می‌تواند مؤید کاردیومیوپاتی هیپرتروفیک باشد.[۲]

## علت
۵ علت را می‌توان برای احساس تپش قلب برشمرد:
1. تپش نامنظم و غیرعادی قلب[۳]
2. تحریک برون‌قلبی دستگاه عصبی سمپاتیک (همچون حمله‌های پانیک)
3. اختلال سمپاتیک
4. فشار خون بالا
5. شوک

## تشخیص
معمولاً نوع آریتمی منجر به احساس تپش قلب با الکتروکاردیوگرام (نوار قلب) تشخیص داده می‌شود. گاهی نیاز است نوار قلب حین و پس از انجام‌دهی آزمایش استرس (تست ورزش) گرفته شود. در موارد پیچیده‌تر مطالعهٔ الکتروفیزیولوژیک (EPS) راه‌گشای تشخیص خواهد بود.

## درمان
پزشک ممکن است بتابلاکرها یا مسدودکننده‌های کانال کلسیم را پیشنهاد بدهد. معروف‌ترین بتابلاکرها پروپرانولول و آتِنولول هستند.